# سحابی شکارچی
سحابی شکارچی یا سحابی جبار (به انگلیسی: Orion Nebula) (نام‌های ثبت شده در کاتالوگ‌ها: ام۴۲، مسیه ۴۲ و ان‌جی‌سی ۱۹۷۶) از پرنورترین سحابی‌های آسمان است که با چشم غیرمسلح هم دیده می‌شود. قدر ظاهری این سحابی پراکنده در آسمان ۴ است. این سحابی در فاصلهٔ ۲۰٪± ۱۳۴۴ سال نوری در منظومه قرار دارد و نزدیکترین منطقهٔ تشکیل ستاره‌های پرجرم به زمین است. اندازهٔ زاویه‌ای M42 معادل ۱ درجه است و با توجه به فاصلهٔ آن از زمین، پهنای تقریبی آن در آسمان ۲۴ سال نوری به دست می‌آید.
این سحابی از نوع سحابی‌های پراکنده‌است و مکان آن در جنوب کمربند شکارچی در صورت فلکی شکارچی قرار دارد. سحابی‌های پراکنده سحابی‌هایی هستند که مرز مشخصی ندارند و بیشتر سحابی‌ها از این نوع هستند.
جوان‌ترین و درخشان‌ترین ستارگانی که اکنون در سحابی شکارچی مشاهده می‌شوند کمتر از ۳۰۰٬۰۰۰ سال عمر دارند.
سحابی شکارچی یکی از دقیق‌ترین اجرام مورد بررسی و عکاسی قرار گرفته در آسمان شب است و یکی از غنی‌ترین ویژگی‌های آسمانی است که مورد مطالعه وبررسی قرار داشته‌است. این سحابی از خود دانستنی‌های بسیاری را در مورد چگونگی روند شکل‌گیری ستارگان و سامانه‌های سیاره‌ای از فروپاشی ابرهای گاز و غبار نشان داده‌است. اخترشناسان توانسته‌اند مستقیماً دیسک‌های پیش سیاره‌ای و کوتوله‌های قهوه‌ای درون سحابی، آشفتگی‌های شدید و متلاطم گازها و اثرهای فرایند فیزیکی یونیزه‌کننده عکس ستاره‌های عظیم مجاور در سحابی را مشاهده کنند.

## نگارخانه
سحابی جبار
تصویر پانورامیک از سحابی جبار توسط Sonap - Sidnnaol با تلسکوپ ۱۸ اینچ نیوتونی و دوربین نیکون D70 گرفته شده‌است.
ستاره نوزاد، عکس از ناسا تلسکوپ فضایی اسپیتزر
سحابی شکارچی
بخش مرکزی سحابی.
این نگاره (مسیه ۴۲)، با ویستا، تلسکوپ مادون قرمز در رصدخانه پارانال در یلی گرفته شده‌است.
شکارچی توسط تلسکوپ فضایی اسپیتزر.